# Callistethus calonotus
Callistethus calonotus är en skalbaggsart som beskrevs av Bates 1888. Callistethus calonotus ingår i släktet Callistethus och familjen Rutelidae. Inga underarter finns listade.